# Бригадефюрер
Бригадефю́рер (нем. Brigadeführer, сок. Brif) — звание в СС и СА.; соответствовало званию генерал-майора в Вермахте (ОФ-6 в западных вооруженных силах).

## История
Звание возникло в праворадикальной организации «Стальной шлем». Через несколько лет звание было заимствовано конкурирующей организацией — штурмовыми отрядами НСДАП. Звание также использовалось в других нацистских военизированных организациях, отпочковавшихся от СА — СС, НСФК, НСКК. В «Стальном шлеме» цвета петлиц бригадефюрера различались по родам войск, в СА — по территориальным группам (до 1938, затем по родам), в НСФК, НСКК и СС цвета петлиц были едиными для всех званий.
19 мая 1933 года введено в структуру СС в качестве звания руководителей основных территориальных подразделений СС Оберабшнит (SS-Oberabschnitt). Это наивысшее структурное подразделение организации СС. Их насчитывалось 17. Его можно приравнять к армейскому округу, тем более, что территориально границы каждого оберабшнита совпадали с границами армейских округов.
C 1936 года в войсках СС звание бригадефюрер соответствовало званию генерал-майора и должности командира дивизии.
До 1942 года на петлицах бригадефюреров изображались два дубовых листа (как у оберфюрера) с добавлением звезды в нижнем левом углу. С 1942 года — три дубовых листа (ранее такие петлицы носили группенфюреры).
Изменение знаков различия высших фюреров (генералов) СС в апреле 1942 года было вызвано введением звания оберстгруппенфюрера и желанием унифицировать количество звёздочек на петлицах и погонах, которые носились на всех других видах формы, кроме партийной, поскольку с увеличением количества частей войск СС всё чаще возникали проблемы с корректным распознаванием званий СС обычными военнослужащими вермахта.
Начиная с этого звания СС, в случае назначения его обладателя на должность военной (с 1936 года) или полицейской (с 1933 года) службы, он получал дублирующее звание в соответствии с характером службы:
- бригадефюрер СС и генерал-майор полиции — нем. SS Brigadeführer und der Generalmajor der Polizei
- бригадефюрер СС и генерал-майор войск СС — нем. SS Brigadeführer und der Generalmajor der Waffen-SS

## Знаки различия бригадефюрера СС и генерал-майора войск СС
- Погон
- Петлицы
- Нарукавная нашивка на Маскировочный костюм

## Бригадефюреры (выборочно)
- Бронислав Каминский
- Пётр Краснов
- Павел Богданов
- Отто Кумм
- Мартин Лютер
- Вильгельм Монке
- Вернер Науман
- Герман Присс
- Вальтер Шелленберг